# 11856 Nicolabonev
11856 Nicolabonev (tên chỉ định: 1988 RM8) là một tiểu hành tinh vành đai chính. Nó được phát hiện bởi Vladimir Shkodrov ở Rozhen National Astronomical Observatory ngày 11 tháng 9 năm 1988. Nó được đặt theo tên Nicola Bonev, longtime head of the astronomy department ở Sofia University và founder thuộc Institute of Astronomy of the Bulgarian Academy of Sciences.